# Pyrausta microdontalis
Pyrausta microdontalis là một loài bướm đêm trong họ Crambidae.